# Aleid van de Meervenne
Aleid van de Meervenne ('s-Hertogenbosch, 1452/1453 – circa 1522) was de echtgenote van schilder Jeroen Bosch.
Ze was de oudste dochter van Goijard van de Meervenne, die nog vóór 1447 uit Oirschot was verhuisd naar de stad 's-Hertogenbosch en begin 1452 met Postulina van Arckel was getrouwd. In 1452 of 1453 werd Aleid geboren. Goijard regelde op 9 augustus 1453 een lijfrente ten laste van de hertog van Brabant en ten gunste van zichzelf en Aleid.
Goijard overleed in 1459 en liet zijn vrouw Postulina en hun drie kinderen achter: Aleid, zusje Geertruid en broertje Goijard. Omdat vader Goijard een rijk man was met grondbezittingen, gebouwen, rentes, pachten en cijnzen, had het gezin voldoende inkomsten. Aleid werd in 1469 buitenlid van de Illustre Lieve Vrouwe Broederschap in Den Bosch. In 1471 overleed moeder Postulina. Dankzij de nalatenschap en de lijfrente was Aleid welgesteld.
Aleid trouwde in 1480 of 1481 met Jeroen Bosch. Het echtpaar ging wonen in Aleids huis In den Salvatoer op de Markt. Ze zorgde ervoor dat jaar man zich aan het schilderen kon wijden door op de achtergrond haar bezittingen te beheren en hem een rustige werkomgeving te bieden. Daardoor werd zij niet bekend, ofschoon ze voor Bosch en zijn carrière van groot belang was.
Na het overlijden van haar echtgenoot in 1516 kreeg Aleid van keizer Karel V een lijfrente van tien pond per jaar toegekend.
Het stel kreeg geen kinderen.